# Federico Sobrado de la Carrera
Federico Sobrado de la Carrera (2 de febrero de 1854, Ponferrada, España – 3 de enero de 1938, San José, Costa Rica) fue un empresario español, conocido como El Titán Guanacasteco, destacado por su contribución al desarrollo económico de Guanacaste, especialmente mediante su actividad en la Hacienda El Tempisque.

## Biografía
Nació el 2 de febrero de 1854 en Ponferrada, hijo de Antonio Sobrado López y Francisca de la Carrera y Barrios.

### Llegada a Centroamérica
Emigró de España a los 15 años —en un contexto marcado por las Guerras carlistas y la Guerra de los Diez Años en Cuba—, huyendo del reclutamiento militar. Vivió primero en Argentina, donde comerció caballos hacia Chile, y posteriormente en Panamá. Finalmente se radicó en Costa Rica, arribando al puerto de Puntarenas, donde trabajó en cabotaje y transporte de mercancías antes de ingresar en la industria maderera.

### Inicios en Guanacaste
Gracias al empresario José Cabezas Bonilla, logró empleo en Guanacaste. Tras demostrar habilidad en trabajos de aserrío, influenciado por su experiencia en Chile, pasó de operario a capataz en Liberia.

### El Gran Tempisque
Con los ahorros obtenidos, Sobrado adquirió la Hacienda Santa María y posteriormente la Hacienda El Tempisque, la cual contaba con permiso gubernamental para destilar alcohol. Transformó el trapiche en un ingenio e impulsó un complejo agroindustrial que incluía destilería, fábrica de candelas, fábrica de jabón, beneficio de arroz con maquinaria alemana, procesadora de madera y fábrica de hielo.
Bajo decreto de 1907 del presidente Cleto González Víquez, se le otorgó la concesión para destilar alcoholes puros y de baja graduación, rompiendo temporalmente el monopolio de la Fábrica Nacional de Licores. Durante más de 30 años, su hacienda fue un centro económico que empleaba a numerosas familias, generaba infraestructura (como un puente colgante de 100 metros sobre el río Tempisque) y utilizaba electricidad en una época en que era desconocida en gran parte de la provincia.
Además, mantenía una red de transporte fluvial y terrestre, cría de ganado bovino y caballar, producción de cerdos y explotación de apiarios. El desarrollo se vio interrumpido a finales de la década de 1930 por la restitución del monopolio de la Fábrica Nacional de Licores y por el fallecimiento de Sobrado en 1938.

## Familia
Se casó con Pacífica García Santana (1867–1934) hija de Tomás Guardia Gutiérrez el 5 de noviembre de 1900 en Liberia. En su honor existe la Escuela Pacífica García de Sobrado, documentada por el Archivo Nacional de Costa Rica. Tuvieron trece hijos, algunos de los cuales permanecieron en Costa Rica, mientras que otros emigraron y formaron descendencia en otros países.
| Nombre completo                        | Año de nacimiento | Año de fallecimiento |
| -------------------------------------- | ----------------- | -------------------- |
| Rita Teresa Sobrado García             | 1888              | 1973                 |
| María Isabel Sobrado García            | 1890              | ¿?                   |
| José Casimiro Sobrado García           | 1893              | 1973                 |
| Jesús Antonio Joaquín Sobrado García   | 1895              | 1972                 |
| Federico Sobrado García                | 1895              | ¿?                   |
| Luisa Sobrado García                   | 1897              | 1943                 |
| Matías Sobrado García                  | 1898              | 1976                 |
| María Francisca Sobrado García         | 1899              | 1975                 |
| Margarita Sobrado García               | 1901              | 1998                 |
| Miguel Ángel Sobrado García            | 1902              | 1980                 |
| María Elena del Socorro Sobrado García | 1904              | 1995                 |
| María del Socorro Sobrado García       | 1906              | 1982                 |
| Consuelo Sobrado García                | 1908              | 1999                 |
| Alfonso Sobrado García                 | c.1909            | c.1911               |

En la prensa costarricense de mediados del siglo XX, el escritor Francisco Faerron Suárez publicó una semblanza de Doña Pacífica de Sobrado con motivo de la inauguración de la Escuela de Guardia, Guanacaste, que llevó su nombre. En el texto se destacaban sus virtudes cívicas, su apoyo social a los trabajadores y familias de la región, así como su papel en la Hacienda El Tempisque.

## Legado
Su figura es recordada por la introducción de tecnologías agroindustriales en Guanacaste, su impulso al comercio maderero y la diversificación productiva de la Hacienda El Tempisque, que fue uno de los polos económicos más relevantes de la región durante el primer tercio del siglo XX.
Además de sus aportaciones en la agroindustria, Sobrado implementó un sistema monetario propio para su hacienda. Debido a la gran cantidad de empleados y a la falta de circulante que el Banco de Costa Rica podía proveer, en la década de 1920 se autorizó la emisión de las llamadas chapas del Tempisque, monedas de aluminio en denominaciones de 5, 10, 25 y 50 centavos. Estas piezas llevaban la inscripción «Federico Sobrado – Hacienda El Tempisque – Guanacaste» y circularon ampliamente en la región; incluso se aceptaban en la capital y permanecieron en uso hasta 1945.

## Las chapas del Tempisque
Debido a la gran cantidad de empleados de la Hacienda El Tempisque y a la dificultad del Banco de Costa Rica para proveer suficiente circulante, en la década de 1920 se autorizó la emisión de una moneda propia para la hacienda. Estas piezas, conocidas popularmente como chapas del Tempisque, estaban hechas de aluminio y se acuñaron en denominaciones de 5, 10, 25 y 50 centavos. 
En una de sus caras llevaban grabada la cifra de su valor y en la otra la inscripción: «Federico Sobrado – Hacienda El Tempisque – Guanacaste». Las chapas circularon ampliamente en la región e incluso se aceptaban en la capital costarricense. Permanecieron en uso hasta 1945.

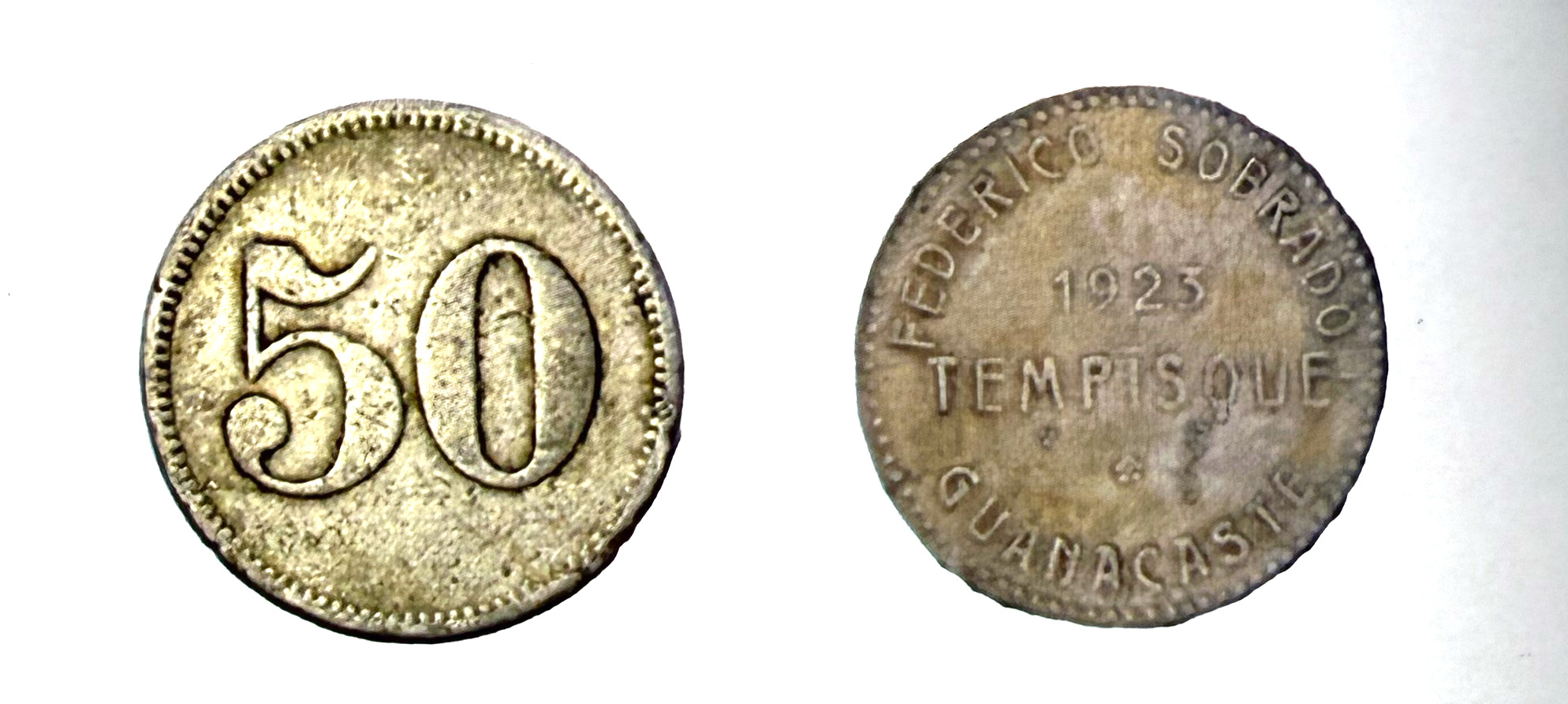
Moneda de 50 centavos emitida por la Hacienda El Tempisque (circa 1925).
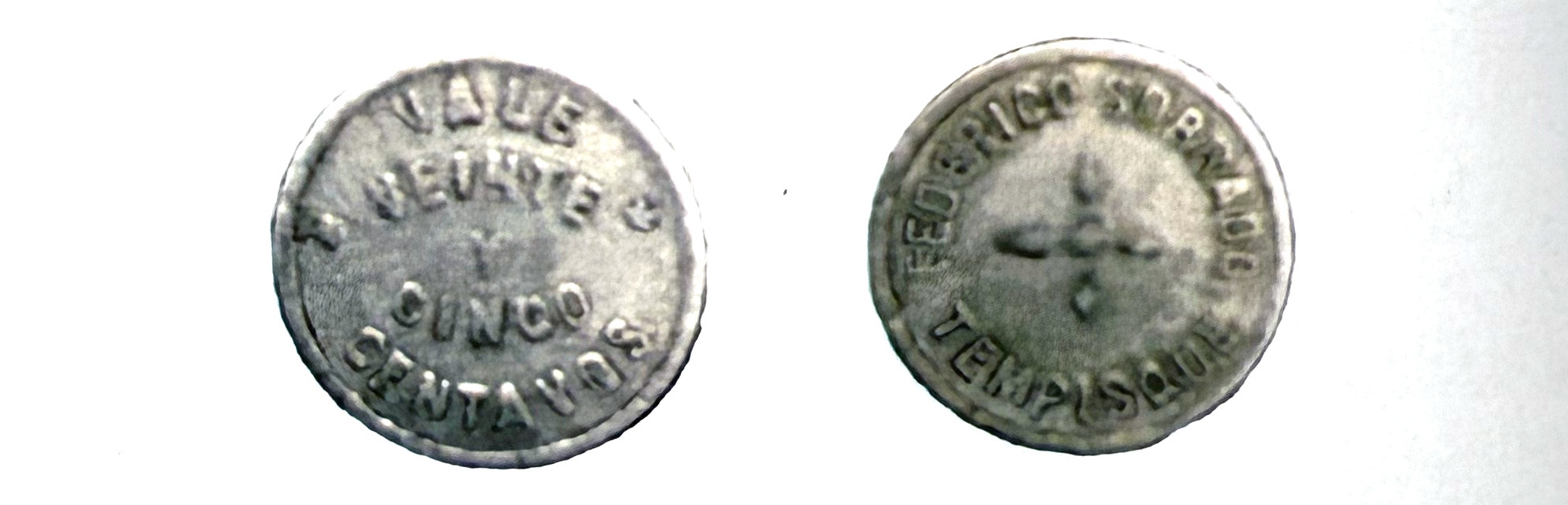
Moneda de 5 centavos emitida por la Hacienda El Tempisque (circa 1925).
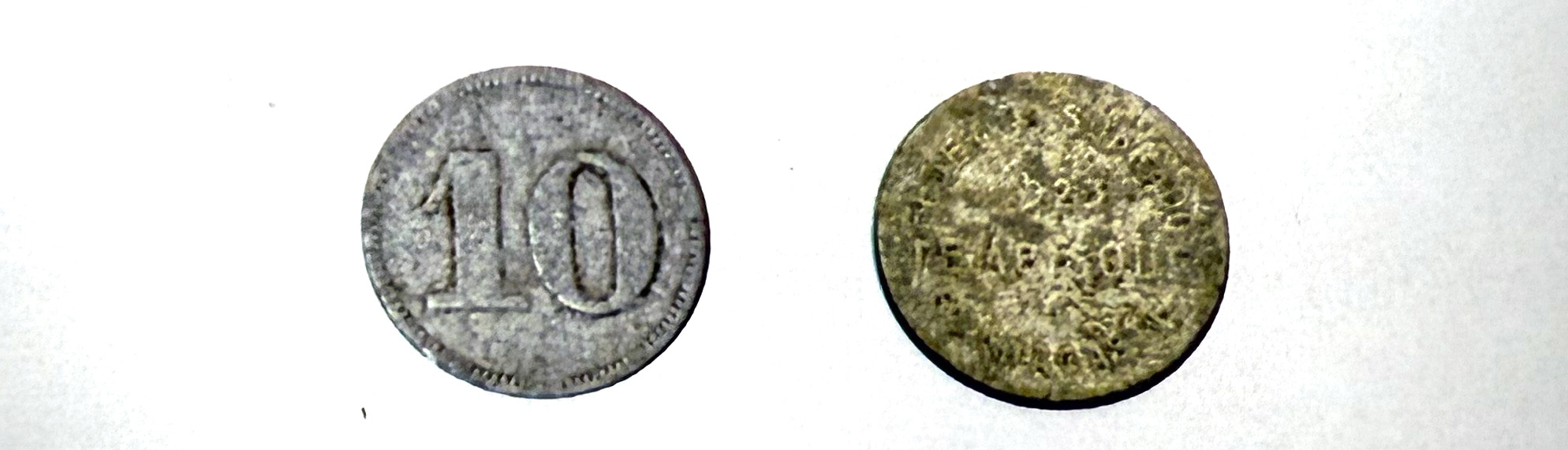
Moneda de 10 centavos emitida por la Hacienda El Tempisque (circa 1925).